# Elezioni comunali in Liguria del 1997
Le elezioni comunali in Liguria del 1997 si tennero il 27 aprile (con ballottaggio l'11 maggio) e il 16 novembre (con ballottaggio il 30 novembre).

## Elezioni del novembre 1997

### Provincia di Genova

#### Genova
| Candidati                     | Candidati                  | II turno             | II turno          | I turno | I turno | Liste                                    | Voti    | %     | Seggi |
| Candidati                     | Candidati                  | Voti                 | %                 | Voti    | %       | Liste                                    | Voti    | %     | Seggi |
| ----------------------------- | -------------------------- | -------------------- | ----------------- | ------- | ------- | ---------------------------------------- | ------- | ----- | ----- |
|                               | Giuseppe Pericu ✔️ Sindaco | 170 211              | 51,52             | 129 680 | 34,38   | Partito Democratico della Sinistra       | 84 635  | 25,91 | 17    |
| Partito Popolare Italiano     | Giuseppe Pericu ✔️ Sindaco | 170 211              | 51,52             | 129 680 | 34,38   | 19 965                                   | 6,11    | 4     |       |
| Rinnovamento Italiano         | Giuseppe Pericu ✔️ Sindaco | 170 211              | 51,52             | 129 680 | 34,38   | 6 223                                    | 1,91    | 1     |       |
| Socialisti Italiani - PRI     | Giuseppe Pericu ✔️ Sindaco | 170 211              | 51,52             | 129 680 | 34,38   | 5 138                                    | 1,57    | 1     |       |
| Federazione dei Verdi         | Giuseppe Pericu ✔️ Sindaco | 170 211              | 51,52             | 129 680 | 34,38   | 4 880                                    | 1,49    | 1     |       |
|                               | Sergio Castellaneta        | 160 140              | 48,48             | 75 042  | 19,90   | Genova Nuova                             | 55 947  | 17,13 | 6     |
| Seggio di coalizione          | Seggio di coalizione       | Seggio di coalizione | 48,48             | 75 042  | 19,90   | 1                                        |         |       |       |
|                               | Claudio Eva                | Claudio Eva          | Claudio Eva       | 73 979  | 19,61   | Forza Italia                             | 42 170  | 12,91 | 5     |
| Alleanza Nazionale            | Claudio Eva                | Claudio Eva          | Claudio Eva       | 73 979  | 19,61   | 18 265                                   | 5,59    | 2     |       |
| CCD - CDU                     | Claudio Eva                | Claudio Eva          | Claudio Eva       | 73 979  | 19,61   | 7 524                                    | 2,30    | –     |       |
| Seggio di coalizione          | Seggio di coalizione       | Seggio di coalizione | Claudio Eva       | 73 979  | 19,61   | 1                                        |         |       |       |
|                               | Adriano Sansa              | Adriano Sansa        | Adriano Sansa     | 51 904  | 13,76   | Sansa per Genova                         | 36 186  | 11,08 | 3     |
| Seggio di coalizione          | Seggio di coalizione       | Seggio di coalizione | Adriano Sansa     | 51 904  | 13,76   | 1                                        |         |       |       |
|                               | Giordano Bruschi           | Giordano Bruschi     | Giordano Bruschi  | 31 809  | 8,43    | Partito della Rifondazione Comunista (A) | 31 093  | 9,52  | 5     |
| Seggio di coalizione          | Seggio di coalizione       | Seggio di coalizione | Giordano Bruschi  | 31 809  | 8,43    | 1                                        |         |       |       |
|                               | Giacomo Chiappori          | Giacomo Chiappori    | Giacomo Chiappori | 11 265  | 2,99    | Lega Nord                                | 11 481  | 3,51  | –     |
| Seggio di coalizione          | Seggio di coalizione       | Seggio di coalizione | Giacomo Chiappori | 11 265  | 2,99    | 1                                        |         |       |       |
|                               | Benito Mignani             | Benito Mignani       | Benito Mignani    | 2 391   | 0,63    | Movimento Sociale Fiamma Tricolore       | 2 207   | 0,68  | –     |
|                               | Pasquale Romeo             | Pasquale Romeo       | Pasquale Romeo    | 1 114   | 0,30    | Liberi Cittadini Associati               | 948     | 0,29  | –     |
| Totale                        | Totale                     | 330 351              | 100               | 377 184 | 100     |                                          | 326 662 | 100   | 50    |
|                               |                            |                      |                   |         |         |                                          |         |       |       |
| Fonte: Ministero dell'interno |                            |                      |                   |         |         |                                          |         |       |       |

#### Chiavari
|                                      | Vittorio Agostino ✔️ Sindaco | 10 602               | 56,30 | Lega Nord                          | 3 634  | 27,36 | 7  |  |  |
| Chiavari Avanti Così                 | Vittorio Agostino ✔️ Sindaco | 10 602               | 56,30 | 3 100                              | 23,34  | 5     |    |  |  |
|                                      | Arnaldo Monteverde           | 4 144                | 22,01 | Partito Democratico della Sinistra | 1 750  | 13,18 | 2  |  |  |
| Insieme per Chiavari (PPI - RI)      | Arnaldo Monteverde           | 4 144                | 22,01 | 831                                | 6,26   | 1     |    |  |  |
| Partito della Rifondazione Comunista | Arnaldo Monteverde           | 4 144                | 22,01 | 573                                | 4,31   | –     |    |  |  |
| Federazione dei Verdi                | Arnaldo Monteverde           | 4 144                | 22,01 | 174                                | 1,31   | –     |    |  |  |
| Seggio di coalizione                 | Seggio di coalizione         | Seggio di coalizione | 22,01 | 1                                  |        |       |    |  |  |
|                                      | Roberto Levaggi              | 4 068                | 21,60 | Forza Italia - CCD - CDU           | 1 371  | 10,32 | 2  |  |  |
| Alleanza Nazionale                   | Roberto Levaggi              | 4 068                | 21,60 | 1 049                              | 7,90   | 1     |    |  |  |
| Uniti per Chiavari                   | Roberto Levaggi              | 4 068                | 21,60 | 476                                | 3,58   | –     |    |  |  |
| Partito Pensionati                   | Roberto Levaggi              | 4 068                | 21,60 | 324                                | 2,44   | –     |    |  |  |
| Seggio di coalizione                 | Seggio di coalizione         | Seggio di coalizione | 21,60 | 1                                  |        |       |    |  |  |
| Totale                               | Totale                       | 18 832               | 100   |                                    | 13 282 | 100   | 20 |  |  |
|                                      |                              |                      |       |                                    |        |       |    |  |  |
| Fonte: Ministero dell'interno        |                              |                      |       |                                    |        |       |    |  |  |

### Provincia della Spezia

#### La Spezia
|                                      | Giorgio Pagano ✔️ Sindaco | 31 548               | 56,38 | Partito Democratico della Sinistra | 14 329 | 28,11 | 13 |  |  |
| Partito della Rifondazione Comunista | Giorgio Pagano ✔️ Sindaco | 31 548               | 56,38 | 4 777                              | 9,37   | 4     |    |  |  |
| Partito Popolare Italiano            | Giorgio Pagano ✔️ Sindaco | 31 548               | 56,38 | 4 218                              | 8,27   | 4     |    |  |  |
| Alleanza La Spezia                   | Giorgio Pagano ✔️ Sindaco | 31 548               | 56,38 | 2 752                              | 5,40   | 2     |    |  |  |
| Socialisti Italiani                  | Giorgio Pagano ✔️ Sindaco | 31 548               | 56,38 | 1 664                              | 3,26   | 1     |    |  |  |
| Unione Pensionati - RI               | Giorgio Pagano ✔️ Sindaco | 31 548               | 56,38 | 1 510                              | 2,96   | 1     |    |  |  |
|                                      | Roberto Quber             | 9 111                | 16,28 | Alleanza Nazionale                 | 4 964  | 9,74  | 4  |  |  |
| Rinascita Spezzina                   | Roberto Quber             | 9 111                | 16,28 | 2 486                              | 4,88   | 1     |    |  |  |
| Seggio di coalizione                 | Seggio di coalizione      | Seggio di coalizione | 16,28 | 1                                  |        |       |    |  |  |
|                                      | Luigi Morgillo            | 8 500                | 15,19 | Forza Italia - CDU - PS            | 8 018  | 15,73 | –  |  |  |
| Seggio di coalizione                 | Seggio di coalizione      | Seggio di coalizione | 15,19 | 1                                  |        |       |    |  |  |
|                                      | Loriano Isolabella        | 2 579                | 4,61  | Lavorando per Spezia               | 1 213  | 2,38  | 1  |  |  |
| Centro Cristiano Democratico         | Loriano Isolabella        | 2 579                | 4,61  | 1 092                              | 2,14   | –     |    |  |  |
| Seggio di coalizione                 | Seggio di coalizione      | Seggio di coalizione | 4,61  | 1                                  |        |       |    |  |  |
|                                      | Ferdinando Giorgieri      | 2 415                | 4,32  | Città del Sole                     | 2 272  | 4,46  | –  |  |  |
| Seggio di coalizione                 | Seggio di coalizione      | Seggio di coalizione | 4,32  | 1                                  |        |       |    |  |  |
|                                      | Roberto Messuri           | 1 075                | 1,92  | Movimento Sociale Fiamma Tricolore | 984    | 1,93  | –  |  |  |
|                                      | Gaetano Russo             | 726                  | 1,30  | Città Nuova                        | 701    | 1,38  | –  |  |  |
| Totale                               | Totale                    | 55 954               | 100   |                                    | 50 980 | 100   | 40 |  |  |
|                                      |                           |                      |       |                                    |        |       |    |  |  |
| Fonte: Ministero dell'interno        |                           |                      |       |                                    |        |       |    |  |  |

### Provincia di Savona

#### Albenga
| Candidati                     | Candidati                | II turno             | II turno          | I turno | I turno | Liste                                | Voti   | %     | Seggi |
| Candidati                     | Candidati                | Voti                 | %                 | Voti    | %       | Liste                                | Voti   | %     | Seggi |
| ----------------------------- | ------------------------ | -------------------- | ----------------- | ------- | ------- | ------------------------------------ | ------ | ----- | ----- |
|                               | Angelo Viveri ✔️ Sindaco | 7 895                | 53,94             | 6 831   | 42,93   | Alternativa Democratica              | 6 286  | 43,16 | 12    |
|                               | Andrea Saccone           | 6 741                | 46,06             | 5 431   | 34,13   | Forza Italia                         | 2 475  | 16,99 | 3     |
| Alleanza Nazionale            | Andrea Saccone           | 6 741                | 46,06             | 5 431   | 34,13   | 1 187                                | 8,15   | 1     |       |
| Semplicemente Albenga         | Andrea Saccone           | 6 741                | 46,06             | 5 431   | 34,13   | 761                                  | 5,23   | –     |       |
| CCD - CDU                     | Andrea Saccone           | 6 741                | 46,06             | 5 431   | 34,13   | 415                                  | 2,85   | –     |       |
| Seggio di coalizione          | Seggio di coalizione     | Seggio di coalizione | 46,06             | 5 431   | 34,13   | 1                                    |        |       |       |
|                               | Mariangelo Vio           | Mariangelo Vio       | Mariangelo Vio    | 1 934   | 12,15   | L'Ulivo                              | 1 123  | 7,71  | 1     |
| Città Futura                  | Mariangelo Vio           | Mariangelo Vio       | Mariangelo Vio    | 1 934   | 12,15   | 723                                  | 4,96   | –     |       |
| Seggio di coalizione          | Seggio di coalizione     | Seggio di coalizione | Mariangelo Vio    | 1 934   | 12,15   | 1                                    |        |       |       |
|                               | Rosalia Guarnieri        | Rosalia Guarnieri    | Rosalia Guarnieri | 1 018   | 6,40    | Lega Nord                            | 944    | 6,48  | –     |
| Seggio di coalizione          | Seggio di coalizione     | Seggio di coalizione | Rosalia Guarnieri | 1 018   | 6,40    | 1                                    |        |       |       |
|                               | Gianluigi Viveri         | Gianluigi Viveri     | Gianluigi Viveri  | 699     | 4,39    | Partito della Rifondazione Comunista | 650    | 4,46  | –     |
| Totale                        | Totale                   | 14 636               | 100               | 15 913  | 100     |                                      | 14 564 | 100   | 20    |
|                               |                          |                      |                   |         |         |                                      |        |       |       |
| Fonte: Ministero dell'interno |                          |                      |                   |         |         |                                      |        |       |       |